# A Republikanska futbolna grupa 1975-1976
L'edizione 1975-76 della A PFG vide la vittoria finale del CSKA Septemvriysko zname Sofia, che conquista il suo diciannovesimo titolo.
Capocannonieri del torneo furono Petko Petkov del Beroe Stara Zagora e Pavel Panov del Levski-Spartak Sofia con 18 reti.

## Classifica finale
|    | Classifica                         | G  | V  | N  | P  | GF | GS | Dif | Pt |
| -- | ---------------------------------- | -- | -- | -- | -- | -- | -- | --- | -- |
| 1  | CSKA Septemvriysko zname Sofia (C) | 30 | 17 | 9  | 4  | 61 | 30 | +31 | 43 |
| 2  | Levski-Spartak Sofia (CB)          | 30 | 16 | 9  | 5  | 58 | 33 | +25 | 41 |
| 3  | Akademik Sofia                     | 30 | 14 | 9  | 7  | 35 | 25 | +10 | 37 |
| 4  | Lokomotiv Plovdiv                  | 30 | 12 | 9  | 9  | 43 | 33 | +10 | 33 |
| 5  | Slavia Sofia                       | 30 | 11 | 10 | 9  | 43 | 41 | +2  | 32 |
| 6  | Trakia Plovdiv                     | 30 | 10 | 12 | 8  | 24 | 26 | -2  | 32 |
| 7  | Sliven                             | 30 | 13 | 5  | 12 | 29 | 30 | -1  | 31 |
| 8  | Lokomotiv Sofia                    | 30 | 9  | 11 | 10 | 35 | 33 | +2  | 29 |
| 9  | Dunav Ruse                         | 30 | 11 | 7  | 12 | 32 | 38 | -6  | 29 |
| 10 | Beroe Stara Zagora (N)             | 30 | 8  | 12 | 10 | 35 | 39 | -4  | 28 |
| 11 | ZH-SK Spartak Varna (N)            | 30 | 10 | 7  | 13 | 32 | 33 | -1  | 27 |
| 12 | Pirin Blagoevgrad                  | 30 | 7  | 13 | 10 | 24 | 28 | -4  | 27 |
| 13 | Botev Vraca                        | 30 | 11 | 5  | 14 | 30 | 36 | -6  | 26 |
| 14 | Minyor Pernik                      | 30 | 8  | 10 | 12 | 30 | 46 | -16 | 26 |
| 15 | Cherno More Varna                  | 30 | 7  | 10 | 13 | 35 | 44 | -9  | 24 |
| 16 | Spartak Pleven                     | 30 | 4  | 6  | 20 | 32 | 63 | -31 | 14 |

- (C) Campione nella stagione precedente
- (N) squadra neopromossa
- (CB) vince la Coppa nazionale

### Verdetti
- CSKA Septemvriysko zname Sofia Campione di Bulgaria 1975-76.
- Cherno More Varna e Spartak Pleven retrocesse in B PFG.

### Qualificazioni alle Coppe europee
- Coppa dei Campioni 1976-1977: CSKA Septemvriysko zname Sofia qualificato.
- Coppa delle Coppe 1976-1977: Levski-Spartak Sofia
- Coppa UEFA 1976-1977: Akademik Sofia e Lokomotiv Plovdiv qualificate.